# 赵宇 (陆军)
赵宇（？—）籍贯不详，中国人民解放军中将。

## 生平
赵宇长期在中国人民解放军沈阳军区服役，曾任沈阳军区作战部副部长、部长，中国人民解放军陆军第三十九集团军参谋长等职务。2017年，升任中国人民解放军陆军第八十集团军副军长。2017年7月30日，在庆祝中国人民解放军建军90周年阅兵中，担任步战车方队领队。2020年，升任北部战区陆军参谋长。2023年12月，升任陆军副司令员。
2015年7月晋升少将军衔。2023年12月，晋升中将军衔。